# Cebrennus rechenbergi
Cebrennus rechenbergi — вид аранеоморфних павуків родини Sparassidae.

## Назва
Павук названий на честь його першовідкривача Інго Рехенберга, професора біоніки з Берлінського технічного університету.

## Поширення
Ендемік Марокко. Поширений у пустелі Ерг-Шеббі в провінції Ер-Рашидія на південному сході країни. Мешкає серед спекотних піщаних дюн.

## Опис
Тіло завдовжки від 13,8 до 19,0 мм. Павуки забарвлені в білий колір з чорними скопулами на ногах та жовтими мітками на дорсальній поверхні опістосоми та на стегні.

## Спосіб життя
Нічний хижак, полює на нічних метеликів до сходу сонця. У спекотні пустельні дні переховується у своїй прохолодній норі в піску, захищеній від сонця та хижаків. Павук будує своє житло педіпальпами, утворюючи довгі вертикальні трубки з піску та шовку. У разі небезпеки павуки цього виду можуть пересуватися шкереберть, як гімнасти при перевороті назад. Це єдиний відомий вид павуків, здатний пересуватися таким чином .